# Câmara dos Representantes da Colômbia
A Câmara dos Representantes da Colômbia é uma das duas Câmaras do Congresso da Colômbia, a outra sendo o Senado. Pode-se considerar a Câmara dos Representantes da Colômbia como uma "Câmara Inferior", sendo o Senado da Colômbia a "Câmara Superior", embora a Constituição da Colômbia não use esta linguagem.